# Амалия Пфальц-Цвейбрюкенская
Мария Амалия Августа (нем. Maria Amalie Auguste; 10 мая 1752, Мангейм — 15 ноября 1828, Дрезден) — пфальцграфиня Цвейбрюкен-Биркенфельдская, в замужестве — курфюрстина (1769—1806) и королева (с 1806) Саксонии, герцогиня Варшавская (1807—1815).

## Биография
Мария Амалия Августа родилась 10 мая 1752 года в Мангейме. Она была третьим ребёнком и старшей дочерью в семье Фридриха Цвейбрюкен-Биркенфельдского и его жены Марии Франциски Пфальц-Зульцбахской. Её старшими братьями были — Карл Август Кристиан (1746—1795) и Клеменс Август Фридрих Иосиф (1749—1750). Впоследствии в семье появился ещё дети — Мария Анна (1753—1824) и Максимилиан Иосиф (1756—1825). Вскоре родители стали жить врозь.
29 января 1769 года в Дрездене шестнадцатилетняя Мария Амалия была выдана замуж за восемнадцатилетнего курфюрста Фридриха Августа Саксонского, сына Фридриха Кристиана и Марии Антонии Баварской.
В 1806 году Фридрих Август получил от Наполеона титул короля Саксонии, а 1807 году — герцога Варшавского.
5 мая 1827 королева Амалия овдовела. Так как у супругов не было сына, то трон унаследовал младший брат Фридриха Августа — Антон. Амалия скончалась 15 ноября 1828 года в возрасте 76 лет и была похоронена в Дрездене в Хофкирхе.

## Дети
Амалия родила четверых детей, но трое из них были мертворожденными. Выжила лишь одна дочь, Мария Августа.
- ребёнок (1771)
- ребёнок (1775)
- Мария Августа (1782—1863)
- ребёнок (1797)

## Награды
- В 1773 году императрица Екатерина II пожаловала курфюрстине Амалии Орден Святой Екатерины 1-й степени[1].